# قائمة بلديات ولاية تقرت
للبلديات الأخرى انظر في قائمة بلديات الجزائر

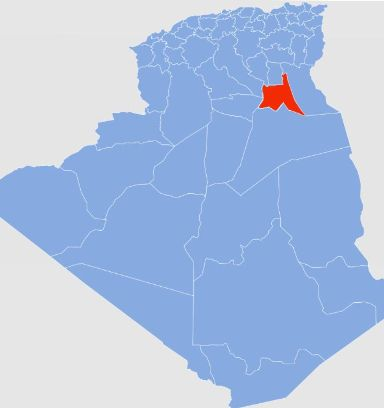
ولاية تقرت موضحة باللون الأحمر

قائمة بلديات ولاية تقرت الجزائرية، الولاية التي أعلن عن إنشاءها عام 2019، والتي أنشئت رسميًا اعتبارا من 25 مارس 2021 و دوائرها كالآتي : 
دائرة تماسين ، دائرة المقارين ، دائرة تقرت ، دائرة الطيبات ، دائرة الحجيرة و بلدياتها:
1. بن ناصر( دائرة الطيبات )
2. بلدة عمر( دائرة تماسين )
3. العالية( دائرة الحجيرة )
4. الحجيرة( دائرة الحجيرة )
5. مقارين(دائرة مقارين )
6. المنقر( دائرة الطيبات )
7. النزلة( دائرة تقرت )
8. سيدي سليمان( دائرة مقارين )
9. الطيبات( دائرة الطيبات )
10. تماسين( دائرة تماسين )
11. تبسبست( دائرة تقرت )
12. تقرت( دائرة تقرت )
13. الزاوية العابدية( دائرة تقرت )